# Chris Sutton (voetballer)
Christopher ("Chris") Roy Sutton (Nottingham, 10 maart 1973) is een voormalig Engels voetballer en eenmalig Engels international. Hij speelde als aanvaller. Na zijn carrière werd Sutton voetbaltrainer. Sutton speelde in het verleden met wisselend succes voor Norwich City, Blackburn Rovers, Chelsea en Celtic. Hij maakte in 402 competitiewedstrijden in totaal 147 competitiedoelpunten.

## Clubcarrière

### Norwich City
Met Norwich City versloeg Chris Sutton de Duitse grootmacht Bayern München met 1–2 op 19 oktober 1993. Dat gebeurde in de tweede ronde van de UEFA Cup 1993/94. Norwich City werd uitgeschakeld door Inter Milan in de achtste finales. Norwich City mocht destijds als derde van de Premiership Europa in. 

### Blackburn Rovers
Sutton beleefde zijn hoogtijdagen als voetballer bij Blackburn Rovers, dat hem in juli 1994 voor £ 5 miljoen weggekocht bij Norwich City, waarvoor hij in 103 wedstrijden 35 goals had gespeeld. Samen met voetballegende Alan Shearer vormde hij twee seizoenen lang het gevaarlijkste aanvalsduo in Engeland en bezorgde hij The Rovers samen met zijn teamgenoten in 1995 haar eerste landstitel in 81 jaar.

### Chelsea
In 1999 maakte Sutton na de degradatie van Blackburn uit de Premiership de overstap naar het ambiteuze Chelsea dat £ 10 miljoen voor hem neertelde. Dit verblijf werd met slechts één doelpunt in 28 competitiewedstrijden – ondanks het winnen van de FA Cup - een grote teleurstelling, waarna hij in de zomer van 2000 voor £ 6 miljoen door de Schotse topclub Celtic werd overgenomen. 

### Celtic
In Schotland fungeerde Sutton onder leiding van succesmanager Martin O'Neill vijf jaar lang met succes als tweede spits. Hier hervond hij zijn kwaliteit als doelpuntenmaker, getuige 63 treffers in 130 competitiewedstrijden.
In 2004 werd de Engelsman door zijn collega-voetballers uit de Schotse Premier League verkozen als Scottish Player of the Year. Gedurende de vijfenhalf jaar dat hij voor Celtic speelde wist hij drie Schotse kampioenschappen en 4 Schotse bekers te winnen. Daarnaast verloor hij in 2003 met Celtic de UEFA Cup-finale tegen het Portugese FC Porto.

### Birmingham City
Na de komst van Gordon Strachan als nieuwe Celtic-manager in de zomer van 2005 raakte Sutton zijn basisplaats in korte tijd kwijt, waarna hij besloot te vertrekken naar het eerdergenoemde Birmingham City. Ook bij The Blues bleef zijn speeltijd en inbreng echter door blessureleed beperkt en het was mede daarom - en door de degradatie van Birmingham City - nog maar de vraag bij welke club hij volgend seizoen onder contract zou staan. 

### Aston Villa
Na een clubloze periode trok rivaal Aston Villa onder leiding van oude bekende Martin O'Neill de Engelsman begin oktober 2006 aan. Een jaar later stopte hij met voetballen. 

## Trainerscarrière
In 2009 werd hij hoofdcoach van Lincoln City.

## Clubstatistieken
| Club            | Club             | Club            | League | League | FA Cup       | FA Cup       | League Cup | League Cup | Continentaal | Continentaal | Totaal | Totaal |
| Season          | Club             | League          | Duels  | Goals  | Duels        | Goals        | Duels      | Goals      | Duels        | Goals        | Duels  | Goals  |
| Engeland        | Engeland         | Engeland        | League | League | FA Cup       | FA Cup       | League Cup | League Cup | Europa       | Europa       | Totaal | Totaal |
| --------------- | ---------------- | --------------- | ------ | ------ | ------------ | ------------ | ---------- | ---------- | ------------ | ------------ | ------ | ------ |
| 1990–91         | Norwich City     | First Division  | 2      | 0      | 0            | 0            | 0          | 0          | 0            | 0            | 2      | 0      |
| 1991–92         | Norwich City     | First Division  | 21     | 2      | 6            | 3            | 2          | 0          | 0            | 0            | 29     | 5      |
| 1992–93         | Norwich City     | Premier League  | 38     | 8      | 2            | 0            | 3          | 2          | 0            | 0            | 43     | 10     |
| 1993–94         | Norwich City     | Premier League  | 41     | 25     | 2            | 2            | 4          | 1          | 6            | 0            | 53     | 28     |
| 1994–95         | Blackburn Rovers | Premier League  | 40     | 15     | 2            | 2            | 4          | 3          | 2            | 1            | 48     | 21     |
| 1995–96         | Blackburn Rovers | Premier League  | 13     | 0      | 0            | 0            | 3          | 1          | 6            | 0            | 22     | 1      |
| 1996–97         | Blackburn Rovers | Premier League  | 25     | 11     | 2            | 0            | 2          | 1          | 0            | 0            | 29     | 12     |
| 1997–98         | Blackburn Rovers | Premier League  | 35     | 18     | 4            | 2            | 2          | 1          | 0            | 0            | 41     | 21     |
| 1998–99         | Blackburn Rovers | Premier League  | 17     | 3      | 1            | 0            | 1          | 1          | 1            | 0            | 20     | 4      |
| 1999–00         | Chelsea          | Premier League  | 28     | 1      | 4            | 1            | 0          | 0          | 7            | 1            | 39     | 3      |
| Schotland       | Schotland        | Schotland       | League | League | Scottish Cup | Scottish Cup | League Cup | League Cup | Europa       | Europa       | Totaal | Totaal |
| 2000–01         | Celtic           | Premier League  | 24     | 11     | 4            | 0            | 3          | 2          | 4            | 1            | 35     | 14     |
| 2001–02         | Celtic           | Premier League  | 18     | 4      | 2            | 0            | 2          | 0          | 8            | 3            | 30     | 7      |
| 2002–03         | Celtic           | Premier League  | 28     | 15     | 1            | 0            | 2          | 0          | 12           | 4            | 43     | 19     |
| 2003–04         | Celtic           | Premier League  | 25     | 19     | 4            | 2            | 1          | 0          | 14           | 7            | 44     | 28     |
| 2004–05         | Celtic           | Premier League  | 27     | 12     | 5            | 3            | 0          | 0          | 5            | 1            | 37     | 16     |
| 2005–06         | Celtic           | Premier League  | 8      | 2      | 0            | 0            | 1          | 0          | 1            | 0            | 10     | 2      |
| Engeland        | Engeland         | Engeland        | League | League | FA Cup       | FA Cup       | League Cup | League Cup | Europa       | Europa       | Totaal | Totaal |
| 2005–06         | Birmingham City  | Premier League  | 10     | 1      | 1            | 0            | 0          | 0          | 0            | 0            | 11     | 1      |
| 2006–07         | Aston Villa      | Premier League  | 8      | 1      | 0            | 0            | 1          | 0          | 0            | 0            | 9      | 1      |
| Totaal          | Engeland         | Engeland        | 278    | 85     | 24           | 10           | 22         | 10         | 22           | 2            | 346    | 107    |
| Totaal          | Schotland        | Schotland       | 130    | 63     | 16           | 5            | 9          | 2          | 44           | 16           | 189    | 86     |
| Carrière totaal | Carrière totaal  | Carrière totaal | 408    | 148    | 40           | 15           | 31         | 12         | 66           | 18           | 535    | 193    |

## Erelijst
Blackburn Rovers
- Premier League Player of the Month

1994 (november)